# Tapeinosperma paniense
Tapeinosperma paniense är en viveväxtart som beskrevs av Maurice Schmid. Tapeinosperma paniense ingår i släktet Tapeinosperma och familjen viveväxter. Inga underarter finns listade i Catalogue of Life.